# 니시다 다카유키
니시다 다카유키(일본어: 西田 孝之, 1940년 8월 2일 ~ )는 일본의 전 프로 야구 선수이자 야구 지도자이다. 에히메현 미나미우와군 아이난정 출신이며 현역 시절 포지션은 외야수였다.

## 인물
미나미우와 고등학교 시절인 1958년 하계 고시엔 대회 에히메현 예선에서 준준결승전에 진출했지만 가와노이시 고등학교에 패하여 탈락했다. 고교 졸업 후 이요 은행에 입사, 1961년 도시 대항 야구 대회에서 시코쿠 대표 결정전까지 올라갔지만 도호 레이온 도쿠시마에게 패하여 본선 진출을 놓쳤다.
1962년 마이니치 다이에이 오리온스에 입단하여 프로 2년째부터는 1군에서 활약하다가 1965년에는 중견수 자리를 차지하여 이듬해 이케베 이와오와 치열한 주전 경쟁을 벌였다. 1967년에는 62경기에 선발 출전하여 규정 타석에는 도달하지 않았지만 32개의 도루를 남기며 퍼시픽 리그 도루왕 타이틀을 석권했다. 그 후에도 외야의 준주전으로서 오랫동안 활약했고 1972년을 끝으로 현역에서 은퇴했다. 이후에는 샐러리맨을 거쳐 닛폰햄 파이터스에서 1·2군 총괄 주루 코치(1982년), 1군 외야 수비·주루 코치(1983년), 1992년에는 닛폰햄 선수 기숙사의 사감을 맡았다. 기숙사 사감에서 물러난 후에는 야구 보급에 전념하는 등 일본 프로 야구 OB 클럽의 전무이사를 맡았다.

## 상세 정보

### 출신 학교
- 에히메 현립 미나미우와 고등학교

### 선수 경력
- 이요 은행
- 마이니치 다이에이 오리온스·도쿄 오리온스·롯데 오리온스(1962년 ~ 1972년)

### 지도자 경력
- 닛폰햄 파이터스 1·2군 총괄 주루 코치(1982년)
- 닛폰햄 파이터스 1군 외야 수비·주루 코치(1983년)

### 수상·타이틀 경력
- 도루왕 : 1회(1967년)

### 개인 기록
- 통산 1000경기 출장 : 1972년 5월 4일 ※역대 156번째

### 등번호
- 52(1962년)
- 30(1963년 ~ 1968년)
- 21(1966년 ~ 1972년)
- 80(1982년 ~ 1983년)

### 연도별 타격 성적
| 연 도       | 소 속              | 경 기 | 타 석 | 타 수 | 득 점 | 안 타 | 2 루 타 | 3 루 타 | 홈 런 | 루 타 | 타 점 | 도 루 | 도 루 자 | 희 생 번 | 희 생 플 | 볼 넷 | 고 4 | 사 구 | 삼 진 | 병 살 타 | 타 율 | 출 루 율 | 장 타 율 | O P S |
| ----------- | ------------------ | ----- | ----- | ----- | ----- | ----- | ------- | ------- | ----- | ----- | ----- | ----- | -------- | -------- | -------- | ----- | ---- | ----- | ----- | -------- | ----- | -------- | -------- | ----- |
| 1962년      | 다이마이 도쿄 롯데 | 29    | 26    | 24    | 5     | 4     | 0       | 0       | 0     | 4     | 1     | 3     | 0        | 0        | 0        | 1     | 0    | 1     | 5     | 0        | .167  | .231     | .167     | .397  |
| 1963년      | 다이마이 도쿄 롯데 | 128   | 247   | 230   | 31    | 52    | 8       | 0       | 3     | 69    | 10    | 7     | 4        | 5        | 0        | 8     | 0    | 4     | 51    | 2        | .226  | .264     | .300     | .564  |
| 1964년      | 다이마이 도쿄 롯데 | 124   | 276   | 245   | 36    | 66    | 10      | 6       | 1     | 91    | 19    | 12    | 3        | 10       | 1        | 14    | 1    | 5     | 32    | 3        | .269  | .322     | .371     | .693  |
| 1965년      | 다이마이 도쿄 롯데 | 100   | 362   | 331   | 34    | 80    | 7       | 3       | 9     | 120   | 30    | 15    | 8        | 9        | 2        | 14    | 0    | 6     | 51    | 3        | .242  | .285     | .363     | .647  |
| 1966년      | 다이마이 도쿄 롯데 | 107   | 240   | 212   | 31    | 49    | 5       | 1       | 1     | 59    | 7     | 15    | 3        | 0        | 0        | 18    | 0    | 10    | 24    | 4        | .231  | .321     | .278     | .599  |
| 1967년      | 다이마이 도쿄 롯데 | 111   | 301   | 259   | 45    | 55    | 10      | 3       | 2     | 77    | 20    | 32    | 6        | 17       | 1        | 19    | 0    | 5     | 47    | 5        | .212  | .279     | .297     | .576  |
| 1968년      | 다이마이 도쿄 롯데 | 110   | 191   | 178   | 37    | 50    | 6       | 1       | 4     | 70    | 14    | 14    | 5        | 3        | 0        | 8     | 0    | 2     | 28    | 1        | .281  | .319     | .393     | .712  |
| 1969년      | 다이마이 도쿄 롯데 | 84    | 105   | 94    | 15    | 21    | 1       | 1       | 1     | 27    | 5     | 12    | 2        | 3        | 0        | 5     | 0    | 3     | 12    | 1        | .223  | .284     | .287     | .572  |
| 1970년      | 다이마이 도쿄 롯데 | 91    | 53    | 45    | 16    | 8     | 0       | 4       | 1     | 19    | 7     | 11    | 1        | 2        | 0        | 4     | 0    | 2     | 6     | 1        | .178  | .275     | .422     | .697  |
| 1971년      | 다이마이 도쿄 롯데 | 106   | 133   | 115   | 23    | 24    | 4       | 0       | 3     | 37    | 8     | 9     | 5        | 4        | 0        | 11    | 0    | 3     | 12    | 4        | .209  | .295     | .322     | .616  |
| 1972년      | 다이마이 도쿄 롯데 | 45    | 61    | 55    | 14    | 12    | 1       | 1       | 0     | 15    | 2     | 8     | 1        | 0        | 0        | 6     | 0    | 0     | 9     | 0        | .218  | .295     | .273     | .568  |
| 통산 : 11년 | 통산 : 11년        | 1035  | 1995  | 1788  | 287   | 421   | 52      | 20      | 25    | 588   | 123   | 138   | 38       | 53       | 4        | 108   | 1    | 41    | 277   | 24       | .235  | .294     | .329     | .639  |

- 굵은 글씨는 시즌 최고 성적.
- 다이마이(마이니치 다이에이 오리온스)는 1964년에 도쿄(도쿄 오리온스)로, 1969년에 롯데(롯데 오리온스)로 구단명을 변경.